# اتین دتو
اتین دِتو (فرانسوی: Étienne Destot‎؛ ‏ ۱ مارس ۱۸۶۴ – ۳ دسامبر ۱۹۱۸) پزشک متخصص رادیولوژی و کالبدشناس اهل فرانسه بود. او در لیون پزشکی خواند و بعداً در بیمارستان‌های اوتل-دیوی لیون و شاریته در لیون کار کرد. او علاوه بر کار در پزشکی، مجسمه‌ساز ماهری بود. دِتو یکی از پیشگامان رادیولوژی بود. او حتی پیش از اعلام رسمی ویلهلم رونتگن مبنی بر کشف پرتو ایکس، بیماران خود را در بیمارستان پرتونگاری می‌کرد. او در سال ۱۹۱۳ در اثر مسمومیت پرتوی دستان خود مجبور شد شغل خود را کنار بگذارد. او در جریان جنگ جهانی اول به عنوان پزشک خدمت کرد و سرانجام در اثر بیماری در سال ۱۹۱۸ در شاتیلون-سور-سن درگذشت.

## نام‌بخش
- نشانه دتو هماتوم سطحی بالای رباط کشاله ران
- فضای دِتو: فضای میان استخوان چنگکی، استخوان کله‌ای، استخوان هرمی و استخوان هلالی